# Макдауэлл, Джош
Джослин «Джош» Макдауэлл (англ. Joslin "Josh" D. McDowell; род. 17 августа 1939, Юнион-Сити, Мичиган, США) — американский общественный деятель, публицист, протестантский (евангельское христианство) проповедник, филантроп, предприниматель

## Биография
Родился 17 августа 1939 г. в Юнион Сити, штат Мичиган, США в семье фермеров Эдит (англ. Edith) и Уилмота Макдауэлла (англ. Wilmot McDowell). Отец Джоша страдал алкоголизмом.
В 1957 году окончил Старшую школу Юнион сити. По своим словам до поступления в колледж был убеждённым атеистом., но будучи старостой курса после общения с кружком студентов-христиан на втором курсе в 8:30 вечера 19 декабря 1959 года стал христианином.
В 1960 году окончил Келоггский колледж (BA in English Language and Literature — бакалавр гуманитарных наук по английскому языку и литературе).
В 1962 году окончил Уитонский колледж (MSc in Business & Economics — магистр естественных наук в области предпринимательства и экономики)
В 1964 году окончил Талботскую теологическую семинарию (M.Div. — магистр богословия с красным дипломом).
Президент благотворительной организации «Операция Забота». Президент деловой организации «Джош Макдауэлл и партнёры».

### Семья
Женат на Дороти Энн Юд (в 1971 г.) (англ. Dorothy Ann Youd) (в браке более 40 лет), отец 4 детей, в том числе 1 удочерённая. Дочери — Келли, Кэти и Хизер. Сын — Шон. Проживает в Далласе.

## Деятельность
Эксперт по религиозным сектам и ложным пророчествам. Противник и критик неортодоксальных христианских вероучений и культов (автор брошюры «Обманщики», соавтор Дон Стюарт, русский перевод 1993 года).
В конце XX века (1985—2000 годы) Джош Макдауэлл стал известен широкой массе российских читателей благодаря книге «Не просто плотник. Иисус Христос — кто же Он?», распространяемой проповедниками Евангелия различных христианских конфессий после открытия железного занавеса в СССР.
Написал работу с критикой книги «Код да Винчи», которая носит название «Код да Винчи — Ответы на вопросы».
Неоднократно бывал в России с выступлениями и благотворительными акциями. Летом 2003 года посетил Россию в рамках поддержки Российско-Американского бизнес-симпозиума «Бизнес и Дипломатия».

## Сочинения
- More Than A Carpenter, Tyndale House, Wheaton, Illinois, 1977.
- Evidence That Demands A Verdict, First published 1972. Revised Edition, Here’s Life Publishers, San Bernardino, California, 1979.
- Daniel in the Critics' Den, Here’s Life Publishers, San Bernardino, California, 1979.
- Answers to Tough Questions, with Don Stewart, Here’s Life Publishers, San Bernardino, California, 1980.
- Givers, Takers and Other Kinds of Lovers, with Paul Lewis, Tyndale House, Wheaton, 1980.
- Reasons Skeptics Should Consider Christianity, with Don Stewart, Here’s Life Publishers, San Bernardino, California, 1981.
- More Evidence That Demands A Verdict, Revised edition, Here’s Life Publishers, San Bernardino, California, 1981.
- The Resurrection Factor, Here’s Life Publishers, San Bernardino, California, 1981.
- Prophecy: Fact or Fiction, Here’s Life Publishers, San Bernardino, California, 1981.
- The Myths of Sex Education, Here’s Life Publishers, San Bernardino, California, 1981.
- Guide To Understanding Your Bible, Here’s Life Publishers, San Bernardino, California, 1982.
- Understanding Secular Religions, Here’s Life Publishers, San Bernardino, California, 1982.
- Understanding Non-Christian Religions, with Don Stewart, Here’s Life Publishers, San Bernardino, California, 1982.
- The Islam Debate, with John Gilchrist, Here’s Life Publishers, San Bernardino, California, 1983.
- Jesus: A Biblical Defense of His Deity, with Bart Larson, Here’s Life Publishers, San Bernardino, California, 1983.
- Handbook of Today’s Religions, with Don Stewart, Here’s Life Publishers, San Bernardino, California, 1983.
- Evidence Growth Guide, Here’s Life Publishers, San Bernardino, California, 1983.
- Evidence for Joy, with Dale Bellis, Word, Waco, 1984.
- His Image, My Image, Here’s Life Publishers, San Bernardino, California, 1984.
- The Secret of Loving, Here’s Life Publishers, San Bernardino, California, 1985.
- Why Wait? with Dick Day, Thomas Nelson Publishers, Nashville, 1987.
- How to Help Your Child Say «No» to Sexual Pressure, Word Books, 1987
- He Walked Among Us: Evidence for the Historical Jesus, with Bill Wilson, Here’s Life Publishers, San Bernardino, California, 1988.
- Skeptics Who Demanded a Verdict, Tyndale House, Wheaton, 1989.
- The Dad Difference, with Norm Wakefield, Here’s Life Publishers, San Bernardino, California, 1989.
- A Ready Defense, Thomas Nelson, Nashville, Tennessee, 1990.
- The Occult, with Don Stewart and Kurt Van Gorden, Here’s Life Publishers, San Bernardino, CA, 1992.
- Don’t Check Your Brains at the Door, Concordia Publishing House, 1992.
- Right From Wrong, with Bob Hostetler, Word, Dallas, 1994.
- The Father Connection: 10 Qualities of the heart that empower your children to make right choices, B&H Books, Nashville Tennessee 1996.
- The One Year Book of Josh McDowell’s Youth Devotions, with Bob Hostetler, Tyndale House, Wheaton, 1997.
- New Evidence That Demands A Verdict, Word, Nashville, 1999.
- See yourself as God sees you, Tyndale House Publishers, Wheaton, Illinois, 1999.
- Disconnected Generation: Saving Our Youth From Self-Destruction, Word, Nashville, 2000.
- Beyond Belief to Convictions, with Bob Hostetler, Tyndale House, Wheaton, 2002.
- The Da Vinci Code: A Quest For Answers by Josh McDowell (free pdf book, 2006, 112 pp, ISBN 1-932587-80-2)
- The Last Christian Generation, Green Key Books, Holiday, Florida, 2006.
- Evidence for the Resurrection, Regal Books, Ventura, California, 2009.

### Издано в России
- Макдауэлл, Джош. Не просто плотник
  - Не просто плотник: [Толкование Нового Завета] Пер. с англ. / Джош Макдауэлл. — М.: Совмест. сов.-амер. предприятие «Соваминко», 1990. — 127,[17] с. ил. 17 см.
  - Не просто плотник: [Толкование Нового Завета]: Пер. с англ. / Джош Макдауэлл. — М.: Совмест. сов.-амер. предприятие «Соваминко», 1991. — 126,86,[19] с., встреч. паг. 17 см
  - Не просто плотник: [Толкование Нового Завета]: Пер. с англ. / Джош Макдауел. — Киев: Совмест. сов.-амер. предприятие «Соваминко»,1991. — 105,[21] с. 16 см
  - Не просто плотник: [Толкование Нового Завета]: Пер. с англ. / Джош Макдауэлл. — 3-е изд. М.: Совмест. сов.-амер. предприятие «Соваминко»,1991. — 126,[18] с. 17 см
  - Не просто плотник: [Иисус Христос, кто же он?]: Пер. с англ. / Джош Макдауэлл,3-е изд. Новосибирск: Христиан. ассоц. «Спешите делать добро»: ПТО «Гарант»,1991. — 91,[1] с. 20 см
  - Не просто плотник: [Толкование Нового Завета]: Пер. с. англ.: Евангелие Иоанна / Джош Макдауэлл. — М. Остожье: Co. «Slovan», 1992. — 126,86,[19] с. встреч. паг. 17 см.
  - Не просто плотник: [Толкование Нового Завета] / Джош Макдауэлл ; Пер. с англ. А. Сумеркина. — Минск: ПИКОРП, 1992. — 126,86,[19] с. встреч. паг. 17 см
  - Не просто плотник: [Толкование Нового Завета: Пер. с англ.] / Джош Макдауэлл. — СПб.: Христиан. миссия «Новый Завет», 1992. — 154,[2] с. 17 см
  - Не просто плотник: Пер. с англ. (3-е изд.) / Джош Макдауэлл. — М.: Совмест. сов.-амер. предприятие «Соваминко», 1992 86, 126, [19] с. встреч. паг. ил. 17 см
- Не просто плотник: [Толкование Нового Завета]: Пер. с англ. / Джош Мак-Дауел. — Минск: Б. и., 1992 105,[21] с. 17 см,
- Не просто плотник: Пер. с англ. Александр Сумеркин/Джош Макдауэлл. — М.: Христианская миссия «Новая жизнь», 2001 г. — 93 с. ISBN 5-94449-001-2
- Макдауэлл, Джош. Иисус
  - Иисус: [Пер. с англ.] / Макдауэлл, Ларсон. — М.: Совмест. сов.-амер. предприятие «Соваминко», 1990. — 140,[1] с. 17 см
  - Иисус: Библейские свидетельства божественности Христа: [Пер. с англ.] / Джош Макдауэлл, Барт Ларсон. — М.: Протестант, 1993. — 156, [3] с. 17 см
  - Иисус: библейские свидетельства божественности Христа / Дж. Макдауэлл, Б. Ларсон. — М.: Новая Жизнь, 1993. — 159 с. ISBN 5-85770-127-9
  - Иисус: Библейские свидетельства божественности Христа: [Пер. с англ.] / Джош Макдауэлл, Барт Ларсон. — М.: Протестант, 1995—156,[3] с. 17 см
- Макдауэлл, Джош. Неоспоримые свидетельства: ист. свидетельства, факты, документы христианства: [Перевод] / ДжошМакдауэлл. — М.: Чикаго: Соваминко: SGP, Б.г.(1992). — 318,[2]с. — (В помощь изучающим Библию). — ISBN 5-85300-038-1
- Макдауэлл, Джош.Свидетельство о воскресении: [Перевод] / Джош Макдауэлл. — М.: Протестант, 1993, 29, [2] с. 16 см,
- Макдауэлл, Джош. Обманщики [Текст] : во что верят приверженцы культов. Как они заманивают последователей: Пер. с англ. / Дж. Макдауэлл, Д. Стюарт. — М. : Протестант, 1993. — 224 с. копия
- Макдауэлл, Джош. Историческая реальность христианства = Christianity: HOAX or History? / Макдауэлл Джош ; Комельков И. Н. — М. : Новая жизнь, 1994. — 64 с. — ISBN 5-85770-144-9 : Б. ц. Прил.: с.50-53. — Библиогр. (на англ.яз.) в Примеч.: с.54-55. — Четыре Духовных Закона: с.56-62.
- Макдауэлл, Джош. Мир оккультного [Текст] = Josh McDowell and Don Stewart / Макдауэлл Джош ; Стюарт Дон, Бакулов А. Д. — М. : Новая жизнь, 1994. — 74 с. — ISBN 5-85770-145-7 : Б. ц. В Прил.: Четыре Духовных Закона
- Макдауэлл, Джош. Скептики, искавшие истину : [Пер. с англ.] / Джош Макдауэлл. — М.: Протестант, 1994. — 79 с. ил. 20 см ISBN 5-85770-143-0
- Макдауэлл, Джош. Сексуальный грех и прощение = Sex, Guilt and Forgiveness / Макдауэлл Джош ; Комельков И. Н. — М. : Новая жизнь, 1994. — 64 с. — ISBN 5-85770-146-5 : Б. ц. Библиогр. (на англ.яз.): с.56.
- Макдауэлл, Джош. Его образ-мой образ: [Перевод] / Джош Макдауэлл. — М.,Минск: ПИКОРП, 1996. — 189,[2] с. 21 см
- Макдауэлл, Джош. Секрет любви
  - Секрет любви [Текст] / Макдауэлл Джош. — М. : Новая жизнь, 1996. — 287 с.,[6] л.текста. — Б. ц. В Прил.: Четыре духовных закона (6 л. в конце кн.)
  - Секрет любви [Текст] / Макдауэлл Джош. — М. :Фонд содействия образованию, 2000. — 300 с.
- Макдауэлл, Джош. Свидетельства достоверности Библии: повод к размышлениям и основание для принятия решения: Пер. с англ. — СПб.: Христианское общество «Библия для всех», 2003. — 747 с. — ISBN 5-7454-0794-8 (рус.), ISBN 0-7852-4219-8 (en.)

### Фильмы
- Мифы сексуального просвещения